# Sandra Bekkari
Sandra Bekkari (Ostende, 18 juillet 1973) est une auteure belge de livres de cuisine, notamment la série Nooit meer diëten.  
De 2017 à 2019, elle présente tous les jours de la semaine l'émission culinaire Open Keuken sur VTM.  
En 2018, elle commercialise son propre pain à l'épeautre à 100 %. 